# Дюгон
Дюгонът (Dugong dugon) е вид едър морски бозайник, който, наред с ламантините, е един от четирите вида съществуващи днес представители на разред Сирени (Sirenia). Те са единственият оцелял представител на разнообразното в миналото семейство Морски крави (Dugongidae). Най-близкият им съвременен родственик, стелеровата морска крава (Hydrodamalis gigas), е изтребен поради прекален улов през XVIII век.
От 2008 г. не се е срещал във водите на Китай, поради което се смята за изчезнал вид там. Заради силния туризъм и многото лодки, често са били убивани от перките на лодките, както и от бракониери, поради, което тяхната следа се загубва. Благодарение на пандемията от Ковид през 2020 г. се появяват отново във водите около Тайланд, провинция Транг. По данните в Тайланд са останали около 180 вида, като са застрашени от изчезване, поради липсата на храна - основно трева и водарасли. Местните със собствени средства се опитват да размножат и запазят редкия бозайник.